# 阿鲁埃
阿鲁埃（Arue）是法国海外集体法屬玻里尼西亞向风群岛行政区的一个市镇，位于大溪地島。北部的泰蒂亞羅阿環礁亦由该市镇管辖。

## 地理
阿鲁埃（17°30'55"S, 149°30'9"W）面积16 平方千米，位于法国海外集体法屬玻里尼西亞向风群岛的大溪地島。
与阿鲁埃接壤的市镇包括：马希纳、皮拉埃。

## 行政
阿鲁埃的邮政编码为98701，INSEE市镇编码为98712。

## 政治
阿鲁埃的现任市长为泰乌拉·伊里蒂（Teura Iriti）女士，任期为2020-2026年。

## 人口
阿鲁埃于2022年时的人口数量为10,322人。